# Attilio Bignasca

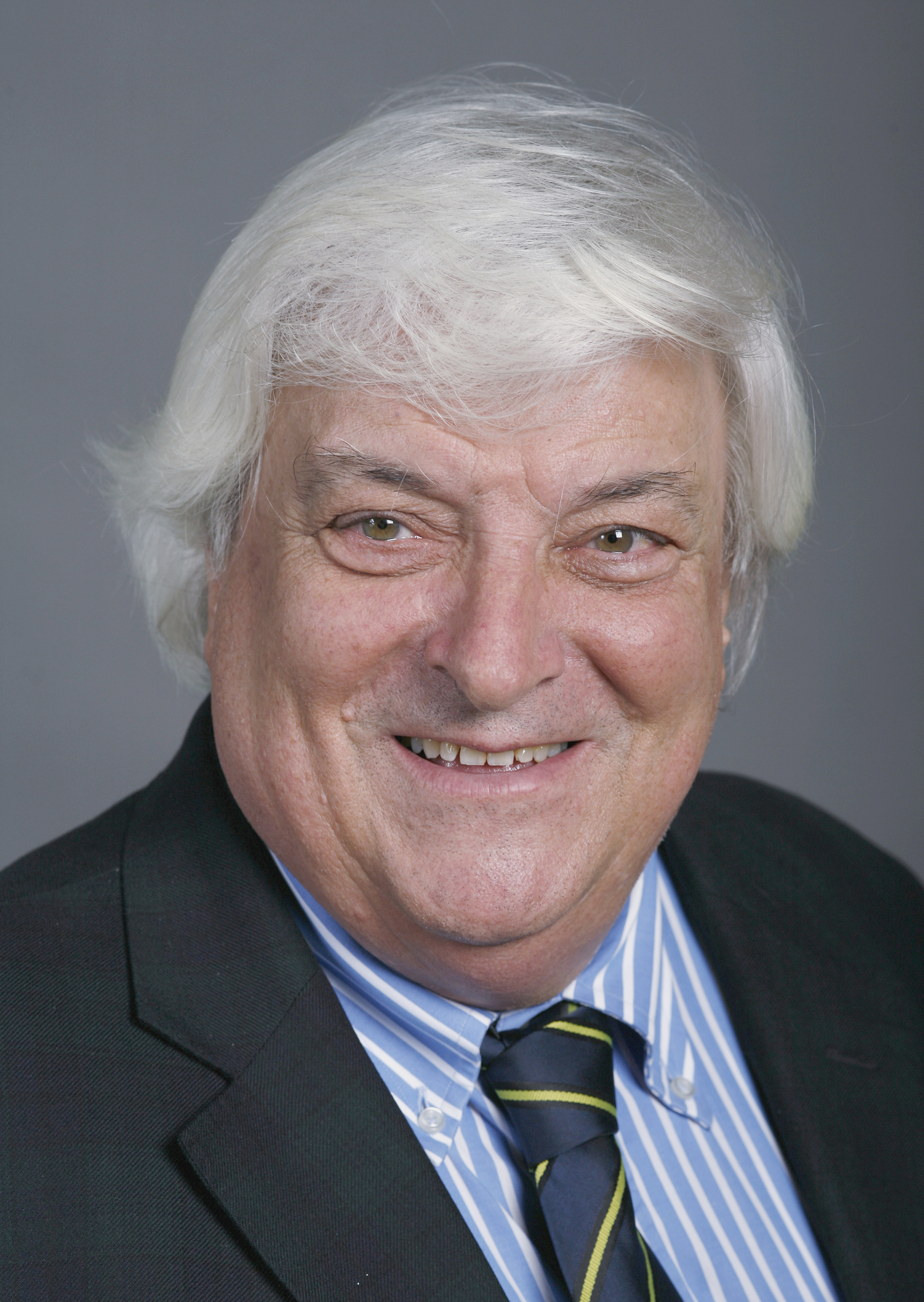
Attilio Bignasca (2007)

Attilio Francesco Bignasca (* 1. November 1943 in Viganello; † 29. März 2020; heimatberechtigt in Lugano) war ein Schweizer Unternehmer und Politiker der Lega dei Ticinesi aus dem Kanton Tessin.

## Leben
Attilio Bignasca besass eine Bauunternehmung in Lugano, bis zum Tod seines Bruders 2013, dem Lega-Präsidenten Giuliano Bignasca, mit diesem gemeinsam. Zwischen den Wahlen 2003 und 2010 vertrat er seine Partei im Nationalrat. Dort hatte er Einsitz in der Redaktionskommission (RedK) und der Kommission für Verkehr und Fernmeldewesen (KVF).
Attilio Bignasca starb am 29. März 2020 nach längerer Krankheit. Er hatte vier Kinder.